# Mortal (disco)
Mortal es el segundo álbum en solitario del cantautor mexicano Saúl Hernández, lanzado en 2014. Se trata de un trabajo doble, con material nuevo de estudio y también en vivo grabado durante una presentación suya en 2013 en el auditorio de la Universidad Nacional Autónoma de México. Estructuralmente se asemeja a Bajo el azul de tu misterio, obra de Jaguares que tenía el mismo concepto de dos discos en uno.
El primero presenta diez canciones de las cuales ocho son inéditas y las otras dos son arreglos nuevos de unas previamente publicadas con Jaguares. Además incluye dos versiones de Entre tú y yo, una acústica y otra eléctrica; en la primera participan vocalmente la hija de Saul, Zoey Hernández Adams.  
El segundo, el de la actuación en la UNAM, contiene once temas de los cuales cinco son de Caifanes, cuatro de Jaguares y dos de su trabajo anterior en solitario, Remando. 

## Lista de canciones
En ambos discos, todos los temas escritos por Saúl Hernández.
| Disco uno (estudio) |                                     |          |  |
| N.º                 | Título                              | Duración |  |
| 1.                  | «Nadie como tú»                     | 4:31     |  |
| 2.                  | «Fuerte»                            | 5:06     |  |
| 3.                  | «Me buscaré»                        | 5:35     |  |
| 4.                  | «Por un beso»                       | 4:33     |  |
| 5.                  | «Entre tú y yo (Versión Acústica)»  | 3:45     |  |
| 6.                  | «Te levantaste»                     | 4:21     |  |
| 7.                  | «Fuego»                             | 5:00     |  |
| 8.                  | «Sangre»                            | 4:04     |  |
| 9.                  | «Kalimán»                           | 4:39     |  |
| 10.                 | «Entre tú y yo (Versión Eléctrica)» | 3:56     |  |

| Disco dos (en vivo) |                            |          |  |
| N.º                 | Título                     | Duración |  |
| 1.                  | «Antes de que nos olviden» | 3:56     |  |
| 2.                  | «Miedo»                    | 2:56     |  |
| 3.                  | «Adiós»                    | 4:31     |  |
| 4.                  | «Mátenme porque me muero»  | 3:46     |  |
| 5.                  | «Llévame a tu sol»         | 3:48     |  |
| 6.                  | «Voy a hablarle al mundo»  | 3:56     |  |
| 7.                  | «La vida no es igual»      | 3:24     |  |
| 8.                  | «Como tú»                  | 4:21     |  |
| 9.                  | «Detrás de los cerros»     | 3:38     |  |
| 10.                 | «Viento»                   | 3:50     |  |
| 11.                 | «La célula que explota»    |          |  |

## Créditos
- Saúl Hernández - Guitarras eléctrica y acústica, voz, productor
- Marco Rentería - Bajo
- Bernardo Ron - Guitarra eléctrica
- Gustavo Nandayapa - Batería y percusión
- Roger Manning- Teclados (invitado)
- Howard Willing - Mezcla y Masterización

### Participaciones especiales
- Sabo Romo - Bajo en "Te levantaste"
- Zoey Hernández /hija/.- Voz en "Entre tú y yo" (versión acústica)

Ana Marynna Hernández /sobrina /. voz en  entre tu y yo . /version eléctrica/.
BPCJS coros y voz en Nadie como tu., Fuerte. y Me Buscare.